# 杉本沙織
杉本 沙織（すぎもと さおり、1964年11月17日 - 2021年10月21日）は、日本の女性声優。神奈川県藤沢市出身。青二プロダクション最終所属。本名は杉本 砂織（読み同じ）。旧姓・旧芸名は鈴木 砂織（すずき さおり）。バンドのTake astaを結成して自作曲のCDを出すなど音楽活動もしていた。
代表作に『しまじろう』シリーズ（牧場らむりん）、『忍たま乱太郎』（山村喜三太〈2代目〉）、『新機動戦記ガンダムW』（キャスリン・ブルーム）などがある。

## 略歴
4歳の時に小児喘息になり、深夜の発作中にラジオで流れていたディスクジョッキーのお姉さんの声を聴いて元気づけられたことで「声で病気の子供を元気づけてあげる人になりたい」という恩返しから声の仕事に就くことを決める。
中学時代はバスケットボールをしていた。
高校時代は、ディスクジョッキーに憧れており、レコード会社のディスクジョッキーのオーディションを最終選考に残るまで受けていたこともあった。
青二塾東京校6期生。
1986年に同期の金丸日向子、丸尾知子とともに声優ユニットQP'S（キューピーズ）を結成。VAPからシングルレコードが1枚発売されている。
正式なデビュー作は不明ではあるが、『北斗の拳2』のアスカ役を「初めての持ち役」と自身のホームページで綴っていた。
2003年1月1日付で芸名を鈴木砂織から杉本沙織に改名。
まるたまりに誘われたことで、2011年11月1日に大塚Welcome backで開催されたまるたも出演していたジョイントライブでライブデビューを果たした。その時に人前で歌ったのもそのライブが初めてだったという。
2012年2月24日には大塚Welcome backで開催されたライブ「Take asta vol.1」でTake astaとしてもライブに出演していた。
2017年5月に体調不良のため、一時休養したが、翌2018年4月に復帰。
2021年10月21日、食思不振症に伴う鬱血性心不全のため死去した旨が、青二プロダクション公式サイトにて発表された。通夜・告別式等は1週間後の10月28日、親族のみで執り行われたことも併せて発表している。享年58（56歳没）。YouTube『ポムポムプリン25周年記念ムービー』が生前最後の出演となり、2022年3月11日公開の『映画しまじろう しまじろうとキラキラおうこくのおうじさま』が遺作となった。

## 人物
音域はC。
資格・免許は栄養士、調理師免許、普通自動車免許。
趣味はさじ集め、作詞・作曲。特技はフラワーセラピー。
小さい頃に特撮のヒーローがサイドカー付きのバイクに乗っていたのを見て、「サイドカーに乗りたい」という夢があった。バイク乗りに聞いたり色々調べたりしてもどうやったら乗れるのかわからず、ある人物から「サイドカーに乗りたいなんて、そんな人はじめて見た」と言われてしまった。2011年9月のある日、その時は出かけており、目的地の駅の前に数台止まっていたサイドカーがあり、そこで「サイドカーはどこに行けば乗れるのか」、「どんな免許がいるのか」など質問していた。色々教えてもらい、お礼を言って帰ろうとしたところある男性から「これから走るから、よかったら乗りませんか？ぜひ、小学校からの夢を叶えてください！」と言われて、秋の交通安全の飲酒運転撲滅キャンペーンの走行で約30分憧れていたサイドカーに乗った。その男性は「みんなが見るから恥ずかしくない？」と聞かれていたが、杉本は「憧れのサイドカーに今乗ってるんだという嬉しさの方が勝ってます」と答えたという。
5歳児は自身が最も得意とする年齢としており、役柄としては『卒業』シリーズの谷由利佳のような元気な役を得意としていた。頭身の低い役も多かった。演じていた役については「分身さん」と呼んでおり、自身のホームページで思い入れを述べていた。
声優の仕事を始めた頃にキャラクターが来るのを楽しみにしていた幼稚園児たちに一斉に「ちが～う」と言われていた時から「夢を壊してはいけない」と想い、本人の自由意思を尊重していたという。
『北斗の拳2』のアスカ役を演じて以降はレギュラーが途切れた事がなかったという。
役のイメージを壊さないように仕事以外は表舞台には出ず、潜伏生活をしていた。潜伏生活についてはキャラクターに表を任せて、影の部分に徹していただけような感じで、杉本自身は名前を知らなくても役の声を知っててくれれば嬉しかったと語る。
『しましまとらのしまじろう』のオーディションでは当初は少し高めの声質でみみりん役を受けていたが、らむりん役もやってほしいと言われ、あまり作らない声でセリフを言ったという。2000年には、らむりんへの想いを書いていた曲『Evergreen』を杉本自身が制作していた。らむりんが降板した2012年の『しまじろう ヘソカ』の最終回まで19年間に渡り、らむりん役を担当していた。同年、らむりんの降板後に登場したにゃっきい役を杉本が死去するまで担当していた。
『ブルーブレイカー』のマヤ役にキャスティングされた当時は小さな女の子の役が多く、「マネージャーも振らない役、おっ大胆なキャスティング…」と思ったという。マヤを演じたことにより声の世界が広がって「大きな女の子もできるんだ！」と自信を与えてくれたといい、色んな人に自身の声を知ってもらうようになり、少しずつファンレターがくるようになったという。
『しまじろう』シリーズや『忍たま乱太郎』などで共演していた小林優子によると、繊細で心優しく、歌や詩を愛する天使のような人物だったという。
『しまじろう』シリーズなどで共演していた高橋美紀とは親友だった。
妹がおり、妹の結婚式の時に『約束しようね♪』という曲を創っていた。

## 後任
杉本の死後、持ち役を引き継いだ人物は以下の通り。
| 後任       | 役名           | 作品                  | 後任の初出演 |
| ---------- | -------------- | --------------------- | ------------ |
| 大和田仁美 | 山村喜三太     | 『忍たま乱太郎』      | 第30期       |
| 鈴木真仁   | 桃山にゃっきぃ | 『しまじろうのわお!』 | 第500話      |
| 伊藤かな恵 | 村田夏美       | 『ちびまる子ちゃん』  | 第2期1338話  |

## 出演
太字はメインキャラクター。

### テレビアニメ
1987年
- 仮面の忍者 赤影（1987年 - 1988年、お菊）
- 新メイプルタウン物語 パームタウン編（少女）
- 北斗の拳2（アスカ、テツ）

1988年
- キテレツ大百科（1988年 - 1990年、玲子、少女2、冬美、マサコ、佳代 他）
- 魁!!男塾（子供B）
- シティーハンター2（1988年 - 1989年、看護婦、女、少女、ギャル、ホステスB 他）
- ビックリマン（助士すいさい、チャックンカッター）
- ハロー!レディリン（ナンシー）
- ひみつのアッコちゃん（第2作）（1988年 - 1989年、バスガイド、幽霊の娘）

1989年
- 新ビックリマン（1989年 - 1990年、ベスタニヤ、カーニボン）
- かりあげクン（木村タカシ）

1990年
- 魔法使いサリー（1990年 - 1991年、ムンク、リエ）
- 私のあしながおじさん（女の子、女生徒、少女、交換手）

1991年
- ウルトラマンキッズ 母をたずねて3000万光年（カネリン）
- 絶対無敵ライジンオー（1991年 - 1992年、池田れいこ、真野美紀）
- 太陽の勇者ファイバード（タカシ）
- ちびまる子ちゃん（1991年 - 2009年、かなこちゃん〈初代〉、林さん〈初代〉、土橋とし子〈代役〉、ルリ子ちゃん〈初代〉、まさみちゃん〈初代〉、村田夏美〈3代目〉） - 2シリーズ
- トラップ一家物語（女の子、マルティナ）

1992年
- 元気爆発ガンバルガー（校内アナウンス）

1993年
- しましまとらのしまじろう（1993年 - 2008年、らむりん）

1995年
- 新機動戦記ガンダムW（1995年 - 1996年、キャスリン）
- ロミオの青い空（ナナ）

1997年
- 家なき子レミ（ジャンヌ）

1998年
- たこやきマントマン（1998年 - 1999年、お姫様、魚のユキオ、あんみつコッテリウーマン、カリフラワー、少女 他）
- フォーチュン・クエストL（キャシー）
- 魔術士オーフェン（ルル）

1999年
- スーパードール★リカちゃん（及川ひとみ）

2001年
- クレヨンしんちゃん（2001年 - 2021年、屈底アツミ、店員）

2003年
- ドラえもん（テレビ朝日版第1期）（娘、男の子）
- グリーングリーン（美南早苗）
- ソニックX（ブー1）

2004年
- 忍たま乱太郎（2004年 - 2021年、喜三太〈2代目〉、赤ちゃん、子供、ネズミ）

2006年
- 名探偵コナン（2006年 - 2008年、浩太、小早川公子）

2008年
- はっけん たいけん だいすき! しまじろう（2008年 - 2021年、らむりん、にゃっきい〈初代〉） - 3シリーズ

### 劇場アニメ
- ビックリマン 第一次聖魔大戦（1988年、赤ん坊[54]）
- 三国志 第二部・長江燃ゆ!（1993年、子供唄声）
- 新機動戦記ガンダムW Endless Waltz 特別篇（1998年、キャスリン・ブルーム）
- 劇場版アニメ 忍たま乱太郎 忍術学園 全員出動!の段（2011年、喜三太[55]）
- 劇場版しまじろうのわお!（2013年 - 2022年、にゃっきい） - 10作品[一覧 3]

### OVA
- 湘南爆走族4 ハリケーンライダーズ（1988年、少女2）
- スーパーマリオの消防隊（1989年、かおる）
- ビックリマン西暦1999ファンタジー（1989年、マリ）
- 銀河英雄伝説（1989年）
- みどりの守り神（1991年、お天気お姉さん）
- 忍者龍剣伝（1991年、キャサリン）
- 絶対無敵ライジンオー 初恋大作戦!（1992年、池田れい子[56]）
- 絶対無敵ライジンオー 陽昇城カラクリ夢日記（1992年、池田れい子[57]）
- 絶対無敵ライジンオー みんなが地球防衛組（1993年、池田れい子[58]）
- 新機動戦記ガンダムW Endless Waltz（1997年、キャスリン）
- 地獄先生ぬ〜べ〜 決戦!陽神の術vs壁男（1998年、みほ）
- アンパンマンとはじめよう! 元気100倍! おゆうぎしようね（2005年、なき虫）

### ゲーム
1992年
- 魔法の少女シルキーリップ（小高くるみ）
- 銀河お嬢様伝説ユナ（海のマリナ、教養のエミリー、弓岡かえで）
- ダウンタウン熱血行進曲（桃園里美） - ナグザットが製作したPCエンジンSUPER CD-ROM²版のみ出演

1994年
- くにおのおでん（はせべ、ももぞの）
- 卒業II 〜Neo Generation〜（谷由利佳）

1996年
- 卒業クロスワールド（谷由利佳）
- るぷぷキューブ ルプ★さらだ（さらだ）
- ブルーブレイカー 〜剣よりも微笑みを〜（マヤ）

1997年
- ドラゴンナイト4（ナターシャ） - 家庭用ゲーム機版
- 卒業 Vacation（谷由利佳）

1998年
- ファーストKiss☆物語（春日野美穂）
- ブルーブレイカーバースト 〜笑顔の明日に〜（マヤ）
- 快速天使（宮守春菜）

1999年
- パチンコセクシーリアクション2（りかる）
- ぽけかの（宝条院静香）

2000年
- SIMPLE1500シリーズ Vol.36 THE 恋愛シミュレーション 〜夏色セレブレーション〜（須藤彩）
- サンライズ英雄譚R（キャスリン・ブルーム）

2001年
- 玉繭物語2 〜滅びの蟲〜（バニラ）
- グリーングリーン（美南早苗）

2002年
- どきどきアイドルスターシーカーRemix（檜山萌）
- 動くトミカ図鑑（トミカ君）
- プラレール鉄道ものしり百科（リキくん）
- スイートレガシー 〜ボクと彼女の名もないお菓子〜（佐倉みつき、佐倉むつき）

2003年
- サモンナイト3（マルルゥ）

2006年
- サモンナイト4（マルルゥ）

2008年
- るぷぷキューブ ルプ★さらだDS（さらだ）
- ポイズンピンク（リバト）

2010年
- るぷぷキューブ ルプ★さらだ ぽ〜たぶる…またたび（さらだ）

2011年
- クレヨンしんちゃん 宇宙DEアチョー!? 友情のおバカラテ!!

2017年
- 妖怪ウォッチ ぷにぷに（ポムポムプリン、ポムポムプリンS）

### ドラマCD
- 宇宙皇子 第2巻 - 第5巻（1988年 - 1990年、各務）
- バセット英雄伝エルヴァーズ（1991年 - 1992年、リー）
- 絶対無敵ライジンオー シリーズ（1992年 - 1993年、池田れいこ、真野美紀） - 4作品[一覧 4]
- ロードス島戦記5 開かれた森（1993年、リーフ）
- 卒業&卒業II 卒業ガールズ全員集合!（1995年、谷由利佳）
- 街 第Qの男 〜QはquestionのQ〜（1998年、秋山薫）
- グリーングリーン シリーズ（2002年 - 2003年、美南早苗） - 3作品[一覧 5]
- 忍たま乱太郎 ドラマCD シリーズ（2009年 - 2015年、山村喜三太） - 4作品[一覧 6]

### 吹き替え

#### 映画
- L.A.ストーリー/恋が降る街（サンディ）
- 喝采の陰で
- ホーム・アローン（ソンドラ・マカリスター〈ダイアナ・キャンピーヌ〉）※ソフト版
- マスク（ダイアナ）

#### ドラマ
- 素晴らしき日々（デビー〈トレイ・アン・クック〉）
- ナルニア国物語（BBC）（ジル・ポール〈カミラ・パワー〉）

### ナレーション
- ぐるぐるナインティナイン
- ドリフのクリスマスプレゼント（声の出演）
- 8時だJ
- 本田技研工業・オデッセイ 「フィッシング」篇（CM、1998年12月）

### ラジオ
- とうきゅうサウンドパラダイス（文化放送）

### その他コンテンツ
- サンリオキャラクター「ポムポムプリン」（1997年 - 2021年、プリン〈初代〉）
  - キティズパラダイスシリーズ（1999年 - 2006年、プリン）
- リカちゃんTelサービス（マイちゃん）
- NHKワールド・ラジオ日本「やさしい日本語」（アンナ）

## ディスコグラフィ

### キャラクターソング
| 発売日         | 商品名 | 歌 | 楽曲                                                                     | 備考                                                                                             |
| -------------- | --- | --- | ------------------------------------------------------------------------ | ------------------------------------------------------------------------------------------------ |
| 1991年5月1日   | トラップ一家物語 | マリア（勝生真沙子）、ルーペルト（安達忍）、ヘートヴィッヒ（川村万梨阿）、ヴェルナー（松岡洋子）、小さいマリア（白鳥由里）、ヨハンナ（石川寛美）、マルティナ（鈴木砂織）、アガーテ（渡辺菜生子） | 「のんきな月曜日」 「虹色の子守唄」                                      | テレビアニメ『トラップ一家物語』挿入歌                                                           |
| 1991年5月24日  | 地球防衛組応援歌 | 地球防衛合唱隊 | 「地球防衛組応援歌」                                                     | テレビアニメ『絶対無敵ライジンオー』エンディングテーマ                                           |
| 1991年9月1日   | ミュージカルストーリー トラップ一家物語                                                                              | マリア（勝生真沙子）、ルーペルト（安達忍）、ヘートヴィッヒ（川村万梨阿）、ヴェルナー（松岡洋子）、小さいマリア（白鳥由里）、ヨハンナ（石川寛美）、マルティナ（鈴木砂織）、アガーテ（渡辺菜生子） | 「あらののはてに」 「きよしこの夜」 「野ばら」 「山のごちそう」 「別れ」 | テレビアニメ『トラップ一家物語』挿入歌                                                           |
| 1992年2月26日  | 絶対無敵ライジンオー 歌う地球防衛組！                                                                                | 坂井ときえ（佐藤智恵）、石塚織絵（松井摩味）、春野きらら（南杏子）、池田れいこ（鈴木砂織） | 「美少年独占条約」                                                       | テレビアニメ『絶対無敵ライジンオー』関連曲                                                       |
| 1992年2月26日  | 絶対無敵ライジンオー 歌う地球防衛組！                                                                                | ジャーク帝国、地球防衛合唱隊 | 「ライバル応援歌・邪悪帝国vs地球防衛組」                                 | テレビアニメ『絶対無敵ライジンオー』挿入歌                                                       |
| 1992年8月5日   | 絶対無敵ライジンオーIV 地球防衛組全員出動！ 3                                                                        | 歌：白鳥マリア（吉田古奈美）、コーラス：松本梨香、岩坪理江、まるたまり、島田敏、佐藤智恵、南杏子、松井摩味、鈴木砂織、塩屋浩三 | 「進め、地球防衛組！」                                                   | テレビアニメ『絶対無敵ライジンオー』関連曲                                                       |
| 1992年8月5日   | 絶対無敵ライジンオーIV 地球防衛組全員出動！ 3                                                                        | 島田愛子（松本梨香）、真野美紀（鈴木砂織） | 「恋のドッジボール作戦〜美少年独占条約パート2〜」                        | テレビアニメ『絶対無敵ライジンオー』関連曲                                                       |
| 1992年9月16日  | 絶対無敵ライジンオーIV 地球防衛組全員出動！ 6                                                                        | 池田れいこ（鈴木砂織） | 「格闘讃歌―巨大な少女の夢」                                              | テレビアニメ『絶対無敵ライジンオー』関連曲                                                       |
| 1992年9月16日  | 絶対無敵ライジンオーIV 地球防衛組全員出動！ 6                                                                        | 歌：小川よしあき（佐藤智恵）、セリフ：松本梨香、吉田古奈美、鈴木砂織、田中公平 | 「シンフォニー地球防衛組よりK.48『飛翔』」                               | テレビアニメ『絶対無敵ライジンオー』関連曲                                                       |
| 1993年4月16日  | 僕たちからありがとう                                                                                                 | 日向仁（松本梨香）、月城飛鳥（岩坪理江）、星山吼児（まるたまり）、白鳥マリア（吉田古奈美）、小島勉（島田敏）、佐藤大介（塩屋浩三）、坂井ときえ（佐藤智恵）、泉ゆう（林原めぐみ）、高森ひろし（松井摩味）、春野きらら（南杏子）、池田れいこ（鈴木砂織）、栗木容子（岩坪理江）、近藤ひでのり（吉田古奈美）、小川よしあき（佐藤智恵）、石塚織絵（松井摩味）、今村あきら（南杏子）、島田愛子（松本梨香）、真野美紀（鈴木砂織） | 「僕たちからありがとう」                                                 | テレビアニメ『絶対無敵ライジンオー』関連曲                                                       |
| 1994年3月25日  | しましまとらのしまじろう 〜ちゃれんじじまの仲間たち〜                                                                | らむりん（鈴木砂織） | 「ファイト！」                                                           | テレビアニメ『しましまとらのしまじろう』関連曲                                                   |
| 1994年4月1日   | 卒業II -ネオ・ジェネレーション-                                                                                      | 3年B組5人組 | 「卒業II攻略法」                                                         | ゲーム『卒業II 〜Neo Generation〜』主題歌                                                        |
| 1994年4月1日   | 卒業II -ネオ・ジェネレーション-                                                                                      | 3年B組5人組 | 「私立清華女子高等学校校歌「清華の乙女」」                               | ゲーム『卒業II 〜Neo Generation〜』挿入歌                                                        |
| 1994年4月1日   | 卒業II -ネオ・ジェネレーション-                                                                                      | 谷由利佳（鈴木砂織） | 「OH! BOY」                                                              | ゲーム『卒業II 〜Neo Generation〜』挿入歌                                                        |
| 1994年5月27日  | くにおのおでん 初回限定オリジナルシングルCD「Lover to Friend」                                                       | 桃園里美（鈴木砂織） | 「Lover to Friend」                                                      | ゲーム『くにおのおでん』関連曲                                                                   |
| 1994年9月2日   | - | しまじろう（南央美）、みみりん（高橋美紀）、とりっぴい（山崎たくみ）、らむりん（鈴木砂織） | 「誕生日」                                                               | 教材用ビデオ『しましまとらのしまじろうの交通安全』挿入歌                                         |
| 1994年11月3日  | 銀河お嬢様伝説ユナ 永遠のプリンセス「ユナの一番長い日」                                                              | エルナー（山本百合子）、ジーナ（中村尚子）、マリナ（鈴木砂織）、エリナ（萩森侚子） | 「あの子にはかなわない」                                                 | ゲーム『銀河お嬢様伝説ユナ2 永遠のプリンセス』関連曲                                             |
| 1999年1月17日  | ファーストKiss☆物語 イメージソングbook                                                                               | 春日野美穂（鈴木砂織） | 「あなたからのGRADUATION」                                               | ゲーム『ファーストKiss☆物語』イメージソング                                                      |
| 1999年11月26日 | ぽけかの 恋する季節 〜由美・静香・史緒〜                                                                             | 愛田由美（西田裕美）、宝条院静香（鈴木砂織）、植野史緒（大谷美紀） | 「恋する季節」                                                           | ゲーム『ぽけかの』関連曲                                                                         |
| 1999年11月26日 | ぽけかの 恋する季節 〜由美・静香・史緒〜                                                                             | 宝条院静香（鈴木砂織） | 「旅立ちの日」                                                           | ゲーム『ぽけかの』関連曲                                                                         |
| 2000年1月13日  | ぽけかの 〜由美・静香・史緒〜 音楽集                                                                                 | 宝条院静香（鈴木砂織） | 「Cherry Blossom」                                                       | ゲーム『ぽけかの 〜宝条院静香〜』エンディングテーマ                                              |
| 2000年7月19日  | スキップ ステップ アイランド                                                                                         | しまじろう（南央美）、みみりん（高橋美紀）、とりっぴい（山崎たくみ）、らむりん（鈴木砂織） | 「ちゃれんじおんどでちゃっちゃっちゃ！」                                 | テレビアニメ『しましまとらのしまじろう』関連曲                                                   |
| 2001年2月16日  | しまじろうとうたってあそぼう！                                                                                       | しまじろう（南央美）、みみりん（高橋美紀）、とりっぴい（山崎たくみ）、らむりん（鈴木砂織） | 「ありがとうでおわかれ」                                                 | テレビアニメ『しましまとらのしまじろう』関連曲                                                   |
| 2005年3月24日  | サンリオTVオリジナルソングブック げんきSONG!!〜みんなnakayoku!                                                       | プリン（杉本沙織） | 「プリンプリン、たいそう？」                                             | 『ポムポムプリン』イメージソング                                                                 |
| 2008年2月14日  | 音盤 ルプ★さらだ | さらだ（杉本沙織） | 「山歩き」 「夜明けのペンギン」                                          | ゲーム『るぷぷキューブ ルプ★さらだ』挿入歌                                                       |
| 2008年2月14日  | 音盤 ルプ★さらだ | さらだ（杉本沙織） | 「ケーキ焼く焼く」 「ハローもしもし」                                    | ゲーム『るぷぷキューブ ルプ★さらだDS』挿入歌                                                     |
| 2008年5月21日  | まいにちチャレンジャー                                                                                               | しまじろう（南央美）、みみりん（高橋美紀）、とりっぴい（山崎たくみ）、らむりん（杉本沙織） | 「まいにちチャレンジャー」                                               | テレビアニメ『はっけん たいけん だいすき! しまじろう』オープニングテーマ                         |
| 2008年5月21日  | まいにちチャレンジャー                                                                                               | しまじろう（南央美）、みみりん（高橋美紀）、とりっぴい（山崎たくみ）、らむりん（杉本沙織） | 「ハッピー・ジャムジャム」                                               | テレビアニメ『はっけん たいけん だいすき！ しまじろう』エンディングテーマ                        |
| 2011年4月6日   | しまじろう ヘソカ うた・ダンス ヒットソングコレクション!!                                                            | しまじろう（南央美）、みみりん（高橋美紀）、とりっぴい（山崎たくみ）、らむりん（杉本沙織） | 「てと てを つないで」                                                   | テレビアニメ『しまじろう ヘソカ』挿入歌                                                          |
| 2011年11月9日  | しまじろう みんなで クリスマスパーティー                                                                             | しまじろう（南央美）、みみりん（高橋美紀）、とりっぴい（山崎たくみ）、らむりん（杉本沙織） | 「てと てを つないで（クリスマス・リミックス）」                         | テレビアニメ『しまじろう ヘソカ』関連曲                                                          |
| 2013年3月13日  | しまじろうと フフの だいぼうけん〜すくえ！七色の花〜                                                                 | しまじろう（南央美）、みみりん（高橋美紀）、とりっぴい（山崎たくみ）、らむりん（杉本沙織） | 「てと てを つないで（劇場バージョン）」 「ドドドン！ちゃれんじじま」    | 劇場アニメ『劇場版しまじろうのわお！ しまじろうとフフのだいぼうけん 〜すくえ！七色の花〜』挿入歌 |
| 2014年3月14日  | 劇場版しまじろうのわお！しまじろうとくじらのうた+テレビ版「しまじろうのわお！」オリジナル・サウンドトラック          | しまじろう（南央美）、みみりん（高橋美紀）、とりっぴい（山崎たくみ）、にゃっきい（杉本沙織）、海の妖精（久保田紗友）、オニヒトデ男（島直人） | 「みんなで ザブン ザブン！」                                             | 劇場アニメ『劇場版しまじろうのわお！ しまじろうとくじらのうた』挿入歌                            |
| 2014年3月14日  | 劇場版しまじろうのわお！しまじろうとくじらのうた+テレビ版「しまじろうのわお！」オリジナル・サウンドトラック          | 佐々木詩織、しまじろう（南央美）、みみりん（高橋美紀）、とりっぴい（山崎たくみ）、にゃっきい（杉本沙織）、さくら（井上喜久子）、しまたろう（茶風林） | 「きみに あえたね」                                                      | 劇場アニメ『劇場版しまじろうのわお！ しまじろうとくじらのうた』挿入歌                            |
| 2015年3月13日  | 劇場版しまじろうのわお！しまじろうとおおきなき+テレビ版「しまじろうのわお！」オリジナル・サウンドトラック            | しまじろう（南央美）、みみりん（高橋美紀）、とりっぴい（山崎たくみ）、にゃっきい（杉本沙織）、平林剛、森のコーラス隊 | 「おおきなきのうた」                                                     | 劇場アニメ『劇場版しまじろうのわお！ しまじろうと おおきなき』挿入歌                             |
| 2015年3月13日  | 劇場版しまじろうのわお！しまじろうとおおきなき+テレビ版「しまじろうのわお！」オリジナル・サウンドトラック            | しまじろう（南央美）、みみりん（高橋美紀）、とりっぴい（山崎たくみ）、にゃっきい（杉本沙織） | 「ハッピー・ジャムジャム」                                               | テレビアニメ『しまじろうのわお！』エンディングテーマ                                             |
| 2016年3月9日   | 劇場版しまじろうのわお！しまじろうとえほんのくに+テレビ版「しまじろうのわお！」オリジナル・サウンド・トラック        | しまじろう（南央美）、みみりん（高橋美紀）、とりっぴい（山崎たくみ）、にゃっきい（杉本沙織） | 「すてきなワンダーランド (Full Ver.)」 「ペラペラだ〜！」                | 劇場アニメ『劇場版しまじろうのわお！ しまじろうとえほんのくに』挿入歌                            |
| 2016年3月9日   | 劇場版しまじろうのわお！しまじろうとえほんのくに+テレビ版「しまじろうのわお！」オリジナル・サウンド・トラック        | しまじろう（南央美）、みみりん（高橋美紀）、とりっぴい（山崎たくみ）、にゃっきい（杉本沙織） | 「ともだち ポンクルトン」 「ハッピー・ラッキー・クリスマス」             | テレビアニメ『しまじろうのわお！』挿入歌                                                         |
| 2017年3月10日  | 劇場版しまじろうのわお！しまじろうと にじのオアシス+テレビ版「しまじろうのわお！」オリジナル・サウンド・トラック     | しまじろう（南央美）、みみりん（高橋美紀）、とりっぴい（山崎たくみ）、にゃっきい（杉本沙織）、MCトゲトゲ (Mummy-D) | 「まえに すすもう！ てを たたこう！」                                    | 劇場アニメ『劇場版しまじろうのわお！しまじろうと にじのオアシス』挿入歌                          |
| 2018年3月9日   | 映画しまじろう まほうのしまの だいぼうけん+テレビ番組「しまじろうのわお！」オリジナル・サウンド・トラック            | しまじろう（南央美）、みみりん（高橋美紀）、とりっぴい（山崎たくみ）、にゃっきい（杉本沙織） | 「せかいはパラダイス（フルバージョン）」                                 | 劇場アニメ『映画しまじろう まほうのしまの だいぼうけん』エンディングテーマ                       |
| 2019年4月10日  | 映画しまじろう しまじろうとうるるのヒーローランド+テレビ番組「しまじろうのわお！」オリジナル・サウンド・トラック     | しまじろう（南央美）、みみりん（高橋美紀）、とりっぴい（山崎たくみ）、にゃっきい（杉本沙織） | 「クプルパーはひみつのことば！」                                         | 劇場アニメ『映画しまじろう しまじろうとうるるのヒーローランド』挿入歌                            |
| 2019年4月10日  | 映画しまじろう しまじろうとうるるのヒーローランド+テレビ番組「しまじろうのわお！」オリジナル・サウンド・トラック     | しまじろう（南央美）、みみりん（高橋美紀）、とりっぴい（山崎たくみ）、にゃっきい（杉本沙織） | 「ありがとうで おわかれ」                                                | テレビアニメ『しまじろうのわお！』挿入歌                                                         |
| 2020年3月6日   | 映画しまじろう しまじろうとそらとぶふね+テレビ番組「しまじろうのわお！」オリジナル・サウンド・トラック               | しまじろう（南央美）、みみりん（高橋美紀）、とりっぴい（山崎たくみ）、にゃっきい（杉本沙織） | 「ウンパパたいそう 〜グリーンウッドのウンパパたいそう〜」                | 劇場アニメ『映画しまじろう しまじろうとそらとぶふね』挿入歌                                      |
| 2021年9月22日  | - | プリン（杉本沙織） | 「ポムポム日和」                                                         | 『ポムポムプリン』イメージソング                                                                 |
| 2022年3月9日   | 映画しまじろう しまじろうとキラキラおうこくのおうじさま+テレビ番組「しまじろうのわお！」オリジナル・サウンドトラック | しまじろう（南央美）、みみりん（高橋美紀）、とりっぴい（山崎たくみ）、にゃっきい（杉本沙織） | 「キラキラおうこくは くもの うえ（フルバージョン）」                     | 劇場アニメ『映画しまじろう しまじろうとキラキラおうこくのおうじさま』挿入歌                      |
| 2022年3月9日   | 映画しまじろう しまじろうとキラキラおうこくのおうじさま+テレビ番組「しまじろうのわお！」オリジナル・サウンドトラック | しまじろう（南央美）、みみりん（高橋美紀）、とりっぴい（山崎たくみ）、にゃっきい（杉本沙織） | 「ドドドド ドーナツ」                                                    | テレビアニメ『しまじろうのわお！』エンディングテーマ                                             |

### その他参加作品
| 発売日        | 商品名                                                 | 歌                               | 楽曲                                  | 備考 |
| ------------- | ------------------------------------------------------ | -------------------------------- | ------------------------------------- | ---- |
| 1986年7月21日 | なんだって？                                           | QP'S                             | 「なんだって？」 「照れたりしないDE」 |      |
| 1999年8月21日 | Twinkle Memories -THE FIRST COLLECTION- MIKI TAKAHASHI | 歌：高橋美紀、コーラス：鈴木砂織 | 「星のナビゲイトで」                  |      |